# Johan Conrad Ernst
Johan Conrad Ernst, född 16 juni 1666, död 23 september 1750, var en dansk arkitekt.
Johan Conrad Ernst deltog själv i eller övervakade som generalbyggmästare de flesta kungliga slottsbyggen i Danmark under första hälften av 1700-talet, såsom Frederiksberg och Fredensborg. Han uppförde även konserthuset på Slottsholmen vid Christiansborg.